# Paramyurium cirrosum
Paramyurium cirrosum là một loài Rêu trong họ Brachytheciaceae. Loài này được (Schwägr.) Loeske mô tả khoa học đầu tiên năm 1906.